# 列維·高維爾
列維·拿瑪·森姆斯·高維爾（英語：Levi Lamar Samuels Colwill，2003年2月26日—），是一名英格蘭職業足球員，司職中堅，現效力英超球會車路士，並代表英格蘭參加國際比賽。

## 球會生涯
高維爾在2011年加入車路士的青訓學院，效力球會的9歲以下梯隊。2020年2月，他在17歲生日與車路士簽下了他的首張職業合約。同年7月，車路士宣布和高維爾續約三年。
2021年6月25日，高維爾在與車路士簽下一紙為期四年的新合約後，被外借到英冠球會哈特斯菲至季尾。同年8月1日，他在對陣錫周三的聯賽盃比賽中上演職業生涯地標戰，並協助球隊保持清白之身，哈特斯菲最終在互射十二碼階段勝出晉級下一圈。他在六天後對陣打比郡的比賽中首次為球隊在聯賽上陣，比賽以1–1賽和完場。8月21日，高維爾在對陣錫菲聯的補時階段射入職業生涯首個入球，協助球隊以2–1險勝對手。
2022年8月5日，在從白禮頓轉會到車路士當天，高維爾被外借到白禮頓，為期一季，他在兩天後對陣曼聯的比賽中後備上陣。同年11月13日，高維爾在對陣阿士東維拉的1–2敗仗中首次為球隊正選上陣。他在英超賽季中共為球隊上陣17次，協助球隊取得隊史首次欧足联欧洲联赛參賽資格。
2023年8月5日，車路士與高維爾簽下一紙為期六年的合約，並設有續約一年選項。他在8月13日首次代表車路士上陣，在對陣利物浦的英超揭幕戰中正選上陣並踢滿全場。同年12月3日，他在對陣白禮頓的比賽中入球，協助球隊以3–2擊敗對手。他在三天後首次擔任球隊隊長，但車路士最終以2–1不敵曼聯。

## 國家隊生涯

### 青年隊
2019年9月，高維爾代表英格蘭U17參與在波蘭舉辦的美人魚盃邀請賽（波蘭語：Puchar Syrenki），並在決賽中擊敗東道主波蘭奪冠
2021年11月10日，高維爾首次代表英格蘭U19，並擔任隊長，協助球隊在對陣安道爾的2022年U19歐洲國家盃外圍賽中以4–0大勝。他在六天後對陣瑞典的比賽中首次為英格蘭U19入球，協助球隊以2–0取勝。
2021年8月27日，高維爾首次獲英格蘭U21徵召。2022年3月25日，他在對陣安道爾的4–1勝仗中首次代表英格蘭U21。
2023年6月13日，高維爾入選英格蘭U21的2023年U21歐洲國家盃決選名單。他在賽事中為英格蘭正選上陣五次，協助球隊在整個賽事不失球，並且贏得冠軍。

### 成年隊
2023年6月，高維爾首次參與英格蘭國家隊的訓練營，並隨隊作客。同年8月31日，高維爾首次獲徵召入英格蘭國家隊，但並未上陣。他在10月13日對陣澳洲的熱身賽中上演國家隊地標戰。

## 生涯統計

### 球會
最後更新：2023年12月30日
| 效力球會         | 球季     | 聯賽     | 聯賽 | 聯賽 | 國家盃賽 | 國家盃賽 | 聯賽盃賽 | 聯賽盃賽 | 洲際賽事 | 洲際賽事 | 其他 | 其他 | 總計 | 總計 |
| 效力球會         | 球季     | 聯賽     | 上陣 | 入球 | 上陣     | 入球     | 上陣     | 入球     | 上陣     | 入球     | 上陣 | 入球 | 上陣 | 入球 |
| ---------------- | -------- | -------- | ---- | ---- | -------- | -------- | -------- | -------- | -------- | -------- | ---- | ---- | ---- | ---- |
| 車路士U21        | 2019–20  | —        | —    | —    | —        | —        | —        | —        | —        | —        | 2    | 0    | 2    | 0    |
| 車路士U21        | 2020–21  | —        | —    | —    | —        | —        | —        | —        | —        | —        | 3    | 0    | 3    | 0    |
| 車路士U21        | 總計     | 總計     | —    | —    | —        | —        | —        | —        | —        | —        | 5    | 0    | 5    | 0    |
| 車路士           | 2021–22  | 英超     | 0    | 0    | 0        | 0        | 0        | 0        | 0        | 0        | —    | —    | 0    | 0    |
| 車路士           | 2022–23  | 英超     | 0    | 0    | 0        | 0        | 0        | 0        | 0        | 0        | —    | —    | 0    | 0    |
| 車路士           | 2023–24  | 英超     | 19   | 1    | 0        | 0        | 4        | 0        | —        | —        | —    | —    | 23   | 1    |
| 車路士           | 總計     | 總計     | 19   | 1    | 0        | 0        | 4        | 0        | 0        | 0        | 0    | 0    | 23   | 1    |
| 哈特斯菲（外借） | 2021–22  | 英冠     | 29   | 2    | 0        | 0        | 1        | 0        | —        | —        | 2    | 0    | 32   | 2    |
| 白禮頓（外借）   | 2022–23  | 英超     | 17   | 0    | 2        | 0        | 3        | 0        | —        | —        | —    | —    | 22   | 0    |
| 生涯總計         | 生涯總計 | 生涯總計 | 65   | 3    | 2        | 0        | 8        | 0        | 0        | 0        | 7    | 0    | 82   | 3    |

1. 1 2 3  於英格蘭足球聯賽錦標賽上陣。

### 國家隊
最後更新：2023年10月13日
| 國家隊 | 年份 | 上陣 | 入球 |
| ------ | ---- | ---- | ---- |
| 英格蘭 | 2023 | 1    | 0    |
| 總計   | 總計 | 1    | 0    |

## 榮譽

### 俱乐部
切尔西
- 欧足联欧洲协会联赛：2024–25
- 国际足联俱乐部世界杯：2025

### 國家隊
英格蘭U17
- 美人魚盃：2019

 英格蘭U21
- U21歐洲國家盃冠軍：2023[35]

### 個人
- U21歐洲國家盃最佳陣容：2023[36]

## 外部連結
- 車路士官網上的球員檔案 （页面存档备份，存于）
- 英格蘭足球總會上的球員檔案 （页面存档备份，存于）